# Walter Schmedemann
Walter Schmedemann (* 3. Februar 1901 in Hamburg; † 1. April 1976 in Bad Bevensen) war ein sozialdemokratischer Politiker, Widerstandskämpfer gegen den Nationalsozialismus und langjähriger Hamburger Gesundheitssenator.

## Leben

### Weimarer Republik
Der aus einer sozialdemokratischen Arbeiterfamilie stammende Schmedemann absolvierte nach dem Besuch der Volksschule eine kaufmännische Lehre und arbeitete danach als Hafenarbeiter. 1917 trat er der USPD bei und schloss sich mit deren rechtem Flügel 1922 der SPD an. 1924 nahm er eine Arbeit am Krankenhaus St. Georg auf, wo er zeitweilig dem Betriebsrat vorstand. Gleichzeitig nahm er verschiedene Funktionen für Partei und Reichsbanner im Stadtteil Eilbek wahr und wurde 1932 erstmals in die Hamburgische Bürgerschaft gewählt.

### Widerstand und KZ-Haft

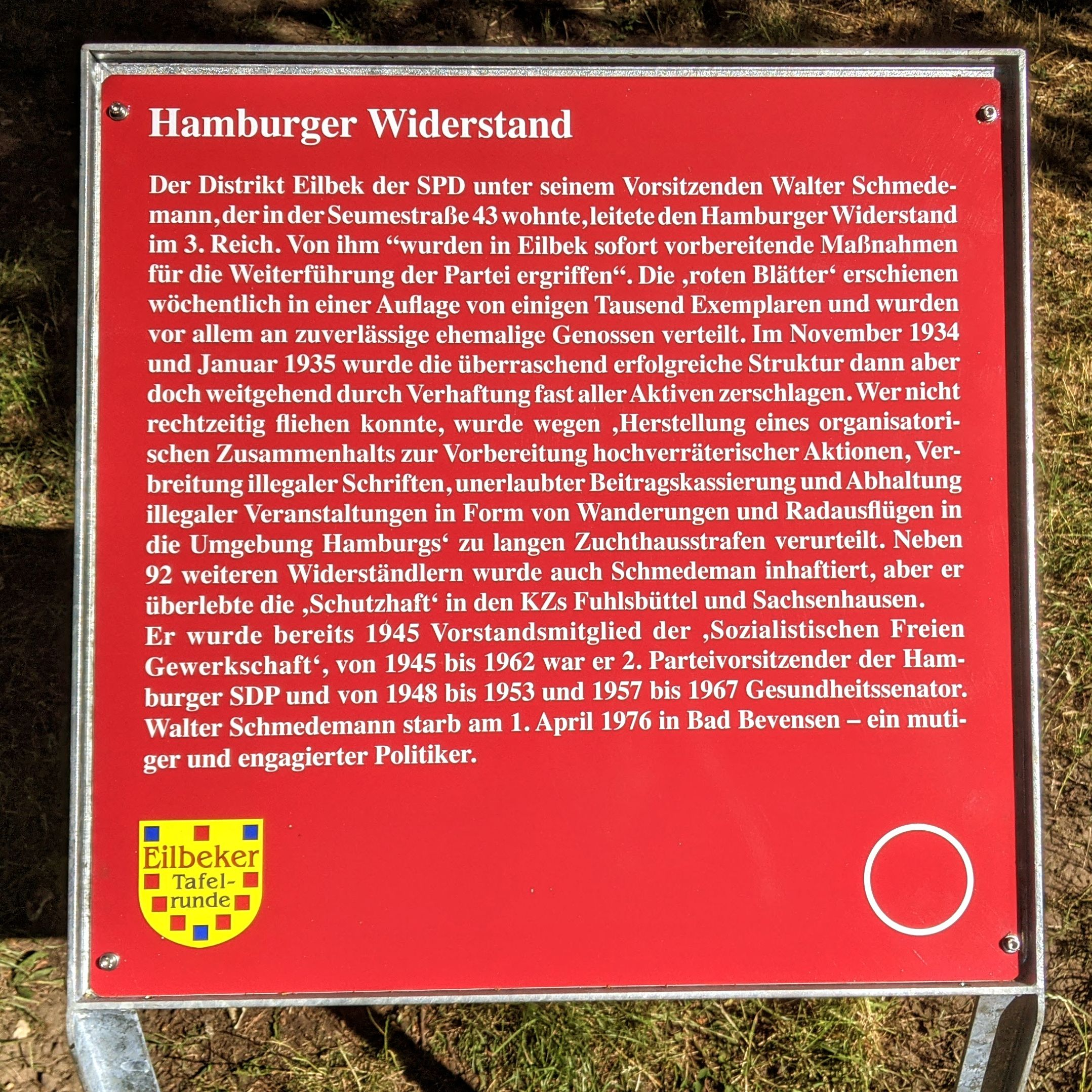
Gedenktafel im Hamburger Stadtteil Eilbek

Nach der Machtübernahme durch die NSDAP entlassen und mehrfach kurzzeitig inhaftiert, gelang es ihm, einen Teil der Kasse der Eilbeker SPD zu retten und eine illegale Parteiorganisation aufzubauen, deren Rückgrat Funktionäre des Reichsbanners bildeten. Es wurden – teilweise wöchentlich und in einer Auflage von bis zu 5000 Exemplaren – die Untergrundzeitung Rote Blätter produziert, Publikationen des Exilvorstandes (Sopade) eingeschleust und verteilt und gefährdete Mitglieder nach Dänemark in Sicherheit gebracht.
Schmedemann selbst verfasste nach seiner zweiten Inhaftierung im November 1933 einen detaillierten Bericht, in dem er anonym den Terror schilderte und Täternamen nannte. Dieser Bericht wurde allen Hamburger Richtern, Staatsanwälten, Pastoren, ranghohen NSDAP-Funktionären und Senatoren zugestellt. Die Gruppe um Schmedemann war auch bei der Veröffentlichung und Weiterverbreitung des Berichts über die Ermordung des SPD-Abgeordneten Fritz Solmitz tätig, der im KZ Fuhlsbüttel („KoLaFu“) gefoltert und erhängt in seiner Zelle aufgefunden worden war.
Im November 1934 wurde die Widerstandsorganisation von der Gestapo aufgespürt und zerschlagen, Schmedemann selbst verhaftet und im Juni 1935 zu zweieinhalb Jahren Zuchthaus verurteilt, die er im KoLaFu verbüßte, worauf er anschließend bis Oktober 1938 im KZ Sachsenhausen festgehalten wurde.
Nach seiner Freilassung wurde er zu Kriegsbeginn vom September bis November 1939 erneut in Sachsenhausen inhaftiert, anschließend nahm er eine Arbeit in einer Farbenfabrik auf, wo er eine Widerstandszelle aufbaute und Zwangsarbeiter mit Nahrung und Kleidung unterstützte; gleichzeitig nahm er Kontakte zu alten Parteifreunden auf. Auf Grund einer Denunziation wurde Schmedemann wegen angeblichen Diebstahls im Juli 1943 zu einer viermonatigen Haftstrafe verurteilt, die jedoch ausgesetzt wurde. Im Rahmen der Aktion Gewitter nach dem Attentat vom 20. Juli 1944 wurde er vom August bis September 1944 jedoch erneut inhaftiert. An der Reorganisierung sozialdemokratischer Strukturen beteiligt, musste Schmedemann im April 1945 bis zur Befreiung Hamburgs am 3. Mai 1945 untertauchen, um einer erneuten Verhaftung zu entgehen.

### Nachkriegszeit

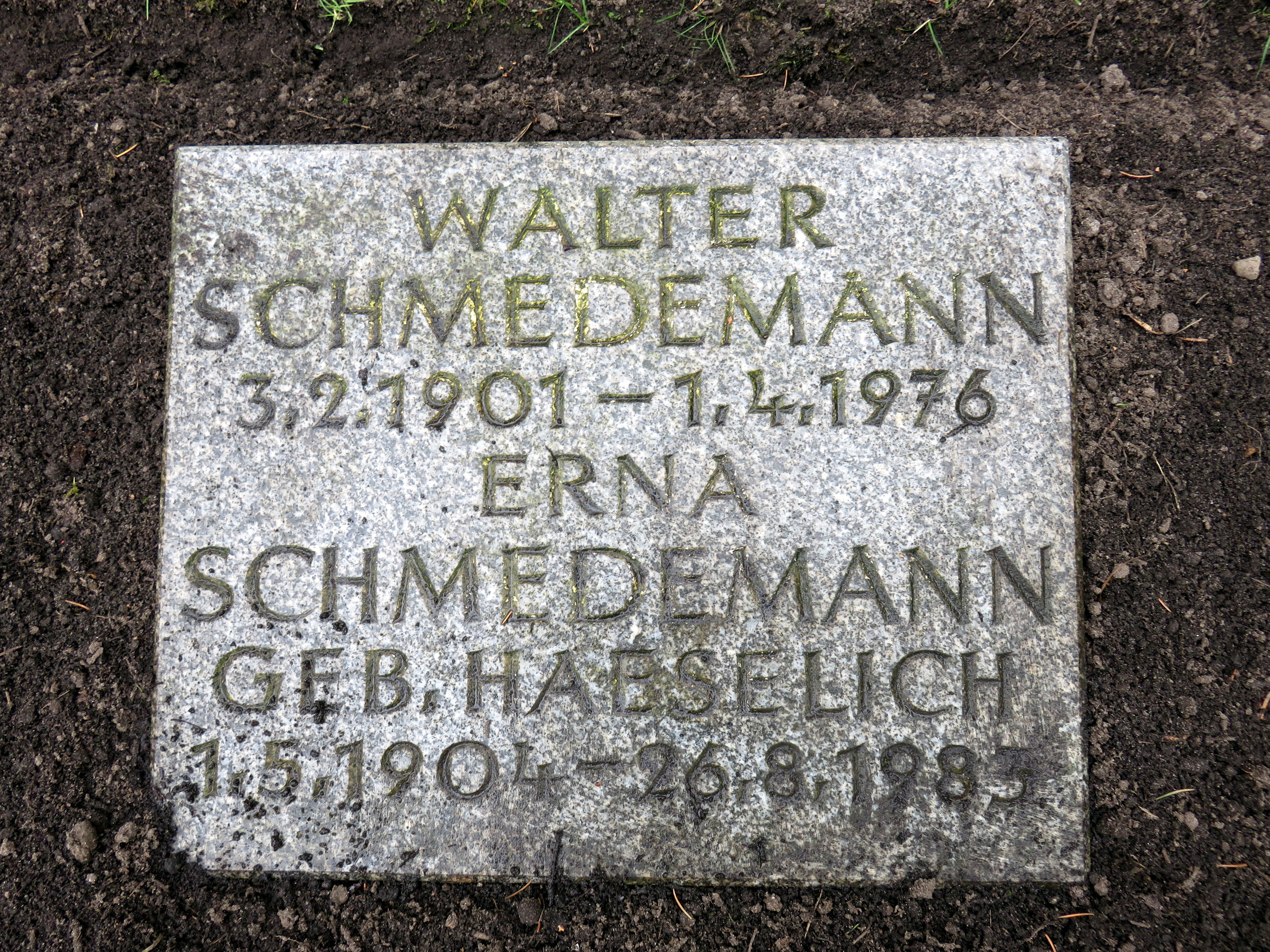
Kissenstein Walter Schmedemann, Erna Schmedemann auf dem Friedhof Ohlsdorf

Ab 1945 war Schmedemann bis 1962 stellvertretender Vorsitzender der Hamburger SPD, anschließend bis 1966 einfaches Landesvorstandsmitglied, auch war er 1945 Gründungsmitglied und Vorsitzender der kurzlebigen Sozialistischen Freien Gewerkschaft (SFG) und bis 1948 stellvertretender Landesvorsitzender der VVN, welche er anlässlich der Abspaltung der Arbeitsgemeinschaft ehemals verfolgter Sozialdemokraten verließ.
Von 1949 bis 1970 gehörte er erneut der Hamburger Bürgerschaft an und war von 1948 bis 1953 und von 1957 bis 1967 Gesundheitssenator. In seine Amtszeit fielen sowohl die Errichtung neuer Krankenhausstandorte in Rissen und Heidberg (Langenhorn), die Neubauten der Allgemeinen Krankenhäuser in St. Georg (1957–67) und Harburg (1963–68) sowie die Grundsteinlegung des AK Altona 1961 (Fertigstellung 1971).
Der Hamburger Senat verlieh Schmedemann 1972 die Bürgermeister-Stolten-Medaille. 1980 wurde im Stadtteil Hamburg-Langenhorn eine Straße nach ihm benannt.
Walter Schmedemann liegt begraben auf dem Ehrenfeld für Verfolgte der NS-Herrschaft in Friedhof Ohlsdorf im Planquadrat Bn 73 beim Eingang Bramfelder Chaussee.

## Werke
- Die Tätigkeit der Eilbeker Genossen in der Widerstandsbewegung nach dem Verbot der SPD im Jahre 1933. Auer-Druck 1948.
- Hamburgs Kampf gegen die Tuberkulose. In: Neues Hamburg. Zeugnisse vom Wiederaufbau d. Hansestadt. Ullstein, Berlin 1952, Bd. 7., S. 97–103.
- Theodor Haubach, geboren am 15. September 1896, ermordet am 23. Januar 1945. Ansprachen bei der Gedenkstunde des Senats der Freien und Hansestadt Hamburg am 22. Januar 1965 von  Paul Nevermann, Walter Schmedemann und Willi Berkhan. Auerdruck Hamburg 1965.
- Die Tätigkeit der Eilbeker Genossen in der Widerstandsbewegung nach dem Verbot der SPD im Jahre 1933. In: 125 Jahre Sozialdemokratie in Hamburg. Streiflichter aus der Geschichte der SPD anläßlich der Ausstellung (…) von der SPD-Landesorganisation Hamburg hrsg. Verantwortl. Hans-Jochen Kammradt. Hamburg 1988, S. 26–32.